# Сук-Аграс
Сук-Аграс (араб. سوق أهراس, фр. Souk Ahras), в античні часи відомий як Тагаст — місто на північному сході Алжиру. Адміністративний центр однойменного вілаєту. Розташоване неподалік від кордону з Тунісом.

## Етимологія
Топонім виник шляхом злиття двох слів. Арабського «سوق» (souk) — базар і берберського «ahra» (у мн. «ahras») — лев.

## Географія
Місто знаходиться в північно-західній частині вілайяту, в гористій місцевості масиву Орес, на висоті 699 метрів над рівнем моря.

Сук-Аграс розташований на відстані приблизно 440 кілометрів на схід-південний схід (ESE) від столиці країни Алжиру.

## Демографія
За даними перепису, на 2008 населення становило 155 259 чоловік.
Динаміка чисельності населення міста по роках:
| 1977   | 1987   | 1998    | 2008    | 2012    |
| ------ | ------ | ------- | ------- | ------- |
| 57 173 | 80 015 | 116 655 | 155 259 | 180 572 |

В етнічному складі населення переважають бербери.

## Історія
Сук-Аграс виник на руїнах стародавнього нумідійського міста Тагаст, що був рідним для Блаженного Августина і Святої Моніки. 

В околицях міста були знайдені предмети, що відносяться до атерійської культурі середнього палеоліту, а також артефакти капсійської культури заключної стадії верхнього палеоліту.

## Транспорт
Найближчий аеропорт розташований в місті Аннаба.

## Відомі особистості
В поселенні народилась:
- Лейла Зерружі (* 1956) — експерт у галузі прав людини та правосуддя.